# Markušbrijeg
Markušbrijeg est un village de la municipalité de Lobor (comitat de Krapina-Zagorje) en Croatie. Au recensement de 2011, le village comptait 488 habitants.